# شهرستان دوبراویکا
شهرستان دوبراویکا (به لاتین: Dubravica) یک منطقهٔ مسکونی در کرواسی است که در شهرستان زاگرب واقع شده‌است. شهرستان دوبراویکا ۲۰٫۶۱ کیلومتر مربع مساحت و ۱٬۵۸۶ نفر جمعیت دارد.